# Lotta biotecnica
Per lotta biotecnica o lotta biotecnologica, in entomologia, s'intende l'impiego delle biotecnologie nella difesa delle piante contro parassiti e fitofagi.

## Definizioni ed estensioni
Nell'accezione comune, la lotta biotecnica s'identifica spesso, in modo riduttivo, con l'impiego dei feromoni a scopo di monitoraggio o di cattura massale. Un'accezione più rigorosa, ma nello stesso tempo più ampia, identifica la lotta biotecnica con l'uso di organismi viventi o di prodotti da essi derivati e concentrati industrialmente. Rientrano in questa definizione l'impiego degli insetticidi biologici come il piretro, la nicotina, il quassio, l'abamectina, l'azadiractina, il rotenone, ecc., degli organismi entomopatogeni come il Bacillus thuringiensis, la Beauveria bassiana, i Nematodi entomopatogeni, ecc., degli stessi feromoni. Questa accezione è ancora riduttiva se si fa riferimento al concetto di biotecnologia.
La Federazione Europea di Biotecnologia, nel 1982, definì come biotecnologia l'utilizzazione integrata di biochimica, microbiologia e ingegneria per realizzare applicazioni tecnologiche partendo dalle proprietà di microrganismi, di colture cellulari e altri agenti biologici.
A questa definizione seguì, nel 1992, quella della Convenzione sulla diversità Biologica che, nell'articolo 2, la indica come applicazione tecnologica che si serve dei sistemi biologici, degli organismi viventi o di derivati di questi per produrre o modificare prodotti o processi per un fine specifico. 
Facendo riferimento ad entrambe le definizioni, la lotta biotecnica s'identifica con l'impiego diretto di organismi viventi o di prodotti da essi derivati per combattere un organismo dannoso, anche con il ricorso a processi industriali che riproducono artificialmente questi strumenti. Il concetto di lotta biotecnica si estenderebbe, di conseguenza, ad un campo più vasto:
- impiego di organismi entomopatogeni (Virus, Batteri, Funghi, Nematodi);
- impiego di principi attivi ad azione entomotossica o fagorepellente (abamectina, azadiractina, nicotina, rotenone, ecc.);
- impiego dei feromoni per monitorare le popolazioni (trappole per monitoraggio) o modificarne la dinamica agendo direttamente sulla popolazione (mass trapping) o abbassandone il potenziale riproduttivo (confusione sessuale);
- impiego dei regolatori dello sviluppo, che inibiscono la muta interferendo con il metabolismo dell'ecdisone (ecdisoidi) o che inibiscono la metamorfosi simulando l'azione della neotenina (sostanze juvenoidi); sono tali i cosiddetti insetticidi di nuova generazione che rientrano nella classe degli azotorganici (diflubenzuron, flufenoxuron, ecc.)
- impiego di individui della stessa specie manipolati in modo da eliminarne il potenziale riproduttivo ma non la competizione sessuale, al fine di interferire con la dinamica di popolazione nella fase di riproduzione (es. tecnica del maschio sterile o SIT e tecnica dell'autocidio)
- produzione massale di insetti entomoparassiti (nelle biofabbriche)
- impiego di meccanismi di resistenza indotti nelle piante (innesto, selezione genetica di cultivar resistenti o tolleranti, impiego di OGM resistenti o immuni).

A rigore la lotta biotecnica si estenderebbe anche all'impiego di predatori o parassitoidi allevati artificialmente e lanciati, considerando come tecnica di lotta biologica in senso stretto l'impiego delle popolazioni naturali degli antagonisti, autoctoni o introdotti. Per consuetudine, però, questo mezzo rientra nelle pratiche della lotta biologica.

## Ruolo della lotta biotecnica nella difesa fitosanitaria
Nel panorama dei metodi di lotta, quella biotecnica è la più recente in quanto le prospettive di applicazione si sono allargate moltissimo a partire dagli anni ottanta, con i progressi nel campo della biochimica applicata all'entomologia. 
Si possono individuare molti ambiti in cui la difesa fitosanitaria può basarsi esclusivamente sulla lotta biotecnica: ad esempio, l'impiego dei regolatori dello sviluppo o del Bacillus thuringiensis surroga efficacemente la lotta chimica convenzionale, con la differenza che questi insetticidi biologici hanno spesso un bassissimo impatto ambientale e, nel contempo, un impatto nullo sulla salute umana. Contro alcune specie il mass trapping (cattura massale con trappole a feromoni) offre ottimi risultati come unico mezzo di lotta in alternativa a quella chimica. L'innesto sulle viti americane continua ad essere l'unico metodo di lotta applicabile in generale contro la fillossera della vite. L'innesto viene anche considerato un mezzo di lotta agronomica. In alcuni contesti particolari la tecnica del maschio sterile permette l'eradicazione di una determinata specie purché attuata in territori che vantano un particolare isolamento geografico.
La lotta biotecnologica, tuttavia, rappresenta un supporto indispensabile sia per la lotta biologica sia per la lotta integrata al punto che spesso s'identifica la lotta biotecnica con uno dei due mezzi di difesa: il mass trapping, ad esempio, è spesso citato come metodo di lotta biologica e il monitoraggio delle popolazioni con le trappole a feromoni è largamente utilizzato nella lotta integrata.

## Organismi entomopatogeni
Sono entomopatogeni quegli organismi che instaurano con l'insetto un rapporto di parassitismo vero e proprio che si manifesta con una patologia a carattere infettivo. L'agente eziologico della patologia è in genere un microrganismo, ma in questa categoria vengono fatti rientrare anche i Nematodi, in quanto i meccanismi e l'eziologia s'identificano più con il parassitismo che con il parassitoidismo.
La conoscenza degli organismi entomopatogeni e l'ipotesi di un loro impiego per scopi fitosanitari risale alla prima metà del XIX secolo: nel 1835 Agostino Bassi, dopo 25 anni di ricerca, inquadrò l'eziologia del calcino del Baco da seta, dimostrando che l'agente della patologia era il fungo Beauveria bassiana. La prima applicazione vera e propria si ebbe alla fine del secolo, con l'impiego del fungo Metarhizium anisopliae per il controllo di un Coleottero. Nonostante i tempi, che precedono l'avvento della lotta chimica, la lotta microbiologica è una tecnica recentissima, fatta eccezione per il Bacillus thuringiensis, il cui primo impiego risale al 1933 e l'applicazione su vasta scala, in campo forestale, agli anni cinquanta, la lotta microbiologica ha ampliato le sue prospettive di applicazione solo grazie ai notevoli progressi nell'uso industriale delle biotecnologie negli ultimi decenni.
Attualmente il campo d'impiego della lotta microbiologica si è esteso notevolmente e in commercio esistono formulati di insetticidi  e anticrittogamici biologici a base di Virus (virus della granulosi), Batteri (selezioni genetiche del B. thuringiensis), Funghi antagonisti (specie dei generi Beauveria, Trichoderma, Verticillium, ecc.), impiegati contro le crittogame, e entomopatogeni (specie dei generi Beauveria, Aschersonia, Metarhizium, Verticillium, ecc.), usati contro gli insetti, Nematodi entomopatogeni (Steinernema, Heterorhabditis) o fitopatogeni (Phasmarhabditis hermaphrodita, ecc.) usati, questi ultimi, contro le piante infestanti.  

## Insetticidi e fagorepellenti biologici
I biocidi di origine biologica sono sostanze naturali prodotte da microrganismi o da piante, che svolgono azioni riconducibili a quelle dei principi attivi di sintesi. La tossicità e la selettività variano secondo i composti, ma in generale questi prodotti hanno il pregio di avere un basso impatto ambientale, perché disattivati (bassa persistenza) in tempi relativamente brevi per via chimica o per via biologica per azione degli agenti atmosferici (luce) o delle dinamiche nel terreno.
In ogni modo l'impatto e l'opportunità degli impieghi vanno valutati caso per caso, trattandosi di composti organici con proprietà chimiche e biologiche eterogenee. Ad esempio, il rotenone è un principio attivo dotato di una spiccata tossicità e di un impatto non indifferente, mentre altri prodotti, come l'azadiractina hanno un impatto bassissimo grazie a meccanismi di azione antibiologica specifici.
Un pregio insito in molti biocidi biologici è la scarsa tendenza a generare fenomeni di resistenza. Ad esempio, la nicotina, uno dei primi insetticidi scoperti per gli afidi, ha perso importanza in seguito all'avvento dei fosforganici ad azione sistemica sia per la minore efficacia insetticida sia per l'elevato costo. Gli aficidi sistemici hanno però il difetto di indurre facilmente fenomeni di resistenza in caso di uso ripetuto. In questi casi la nicotina si rivela un rimedio estremo efficace per fronteggiare pullulazioni di afidi resistenti.